# Coccoloba cujabensis
Coccoloba cujabensis är en slideväxtart som beskrevs av Hugh Algernon Weddell. Coccoloba cujabensis ingår i släktet Coccoloba och familjen slideväxter. Inga underarter finns listade i Catalogue of Life.